# Tommaso Milanese
Tommaso Pantaleo Milanese (Galatina, 31 luglio 2002) è un calciatore italiano, centrocampista dell'Ascoli in prestito dalla Cremonese.

## Caratteristiche tecniche
Centrocampista centrale di piede destro, che all'occorrenza può giocare come ala sinistra o mezzala,,  è un calciatore veloce con ottime doti nel dribbling, capace di muoversi tra le linee, con i suoi buoni tempi d’inserimento offensivi. Successivamente all'approdo nella Roma, ha dimostrato anche di avere un ottimo controllo di palla e discrete doti aeree, venendo paragonato per caratteristiche ad Hakan Çalhanoğlu.

## Carriera

### Club
Cresciuto nella scuola calcio Academy Corvino e poi passato a quella fondata a Lecce dall'ex calciatore Fabrizio Miccoli, e quindi aggregatosi dal 2016 al settore giovanile della Roma, debutta in prima squadra il 5 novembre 2020, durante l'incontro della fase a gironi di Europa League vinto 5-0 contro il CFR Cluj, in cui realizza anche un assist; il 10 dicembre seguente, invece, segna la sua prima rete in carriera, sempre in Europa League, contro il CSKA Sofia (con cui la Roma ha però perso per 3-1).
Conclusa la stagione con la prima squadra totalizzando 3 presenze in Europa League, il 25 agosto 2021 Milanese si trasferisce in prestito all'Alessandria. Fa il suo esordio con i piemontesi l'11 settembre successivo, prendendo il posto di Mirko Bruccini al 62º minuto della partita di Serie B in casa contro il Brescia, persa per 1-3. Il 9 aprile 2022 segna la sua prima rete con i grigi, in occasione del successo per 2-0 sul Pordenone.
A fine stagione, in seguito alla retrocessione dell'Alessandria in Serie C, Milanese fa ritorno a Roma; il 2 luglio seguente, passa a titolo definitivo alla Cremonese, neopromossa in massima serie. Debutta con la formazione grigiorossa il 18 settembre seguente, subentrando a Luca Zanimacchia al 79º minuto della sfida di campionato contro la Lazio, persa per 0-4.
Il 31 gennaio 2023, Milanese viene ceduto in prestito al Venezia, in Serie B, fino al termine della stagione. Il 1ºaprile segna la sua prima rete con i lagunari, nel successo per 3-2 sul Como.
Il 1º settembre 2023 viene ceduto in prestito all'Ascoli.

### Nazionale
Ha giocato nelle nazionali giovanili italiane Under-16, Under-17, Under-18 ed Under-20.

## Statistiche

### Presenze e reti nei club
Statistiche aggiornate al 13 maggio 2025.
| Stagione         | Squadra          | Campionato       | Campionato | Campionato | Coppe nazionali | Coppe nazionali | Coppe nazionali | Coppe continentali | Coppe continentali | Coppe continentali | Altre coppe | Altre coppe | Altre coppe | Totale | Totale | Totale |
| Stagione         | Squadra          | Comp             | Pres       | Reti       | Comp            | Pres            | Reti            | Comp               | Pres               | Reti               | Comp        | Pres        | Reti        | Pres   | Reti   |        |
| ---------------- | ---------------- | ---------------- | ---------- | ---------- | --------------- | --------------- | --------------- | ------------------ | ------------------ | ------------------ | ----------- | ----------- | ----------- | ------ | ------ | ------ |
| 2020-2021        | Roma             | A                | 0          | 0          | CI              | 0               | 0               | UEL                | 3                  | 1                  | -           | -           | -           | 3      | 1      |        |
| 2021-2022        | Alessandria      | B                | 35         | 1          | CI              | 0               | 0               | -                  | -                  | -                  | -           | -           | -           | 35     | 1      |        |
| 2022-gen. 2023   | Cremonese        | A                | 2          | 0          | CI              | 1               | 0               | -                  | -                  | -                  | -           | -           | -           | 3      | 0      |        |
| gen-giu. 2023    | Venezia          | B                | 10+1       | 1          | CI              | -               | -               | -                  | -                  | -                  | -           | -           | -           | 11     | 1      |        |
| ago. 2023        | Cremonese        | B                | 0          | 0          | CI              | 1               | 0               | -                  | -                  | -                  | -           | -           | -           | 1      | 0      |        |
| 2023-2024        | Ascoli           | B                | 14         | 0          | CI              | 0               | 0               | -                  | -                  | -                  | -           | -           | -           | 14     | 0      |        |
| 2024-gen. 2025   | Cremonese        | B                | 4          | 0          | CI              | 1               | 0               | -                  | -                  | -                  | -           | -           | -           | 5      | 0      |        |
| Totale Cremonese | Totale Cremonese | Totale Cremonese | 6          | 0          |                 | 3               | 0               |                    | -                  | -                  |             | -           | -           | 9      | 0      |        |
| gen.- giu. 2025  | Carrarese        | B                | 9          | 0          | CI              | -               | -               | -                  | -                  | -                  | -           | -           | -           | 9      | 0      |        |
| Totale carriera  | Totale carriera  | Totale carriera  | 75         | 2          |                 | 3               | 0               |                    | 3                  | 1                  |             | -           | -           | 81     | 3      |        |

### Cronologia presenze e reti in nazionale
| Cronologia completa delle presenze e delle reti in nazionale ― Italia under 18 | Cronologia completa delle presenze e delle reti in nazionale ― Italia under 18 | Cronologia completa delle presenze e delle reti in nazionale ― Italia under 18 | Cronologia completa delle presenze e delle reti in nazionale ― Italia under 18 | Cronologia completa delle presenze e delle reti in nazionale ― Italia under 18 | Cronologia completa delle presenze e delle reti in nazionale ― Italia under 18 | Cronologia completa delle presenze e delle reti in nazionale ― Italia under 18 | Cronologia completa delle presenze e delle reti in nazionale ― Italia under 18 |
| Data                                                                           | Città                                                                          | In casa                                                                        | Risultato                                                                      | Ospiti                                                                         | Competizione                                                                   | Reti                                                                           | Note                                                                           |
| ------------------------------------------------------------------------------ | ------------------------------------------------------------------------------ | ------------------------------------------------------------------------------ | ------------------------------------------------------------------------------ | ------------------------------------------------------------------------------ | ------------------------------------------------------------------------------ | ------------------------------------------------------------------------------ | ------------------------------------------------------------------------------ |
| 6-8-2019                                                                       | Sesana                                                                         | Slovenia under 18                                                              | 1 – 3                                                                          | Italia under 18                                                                | Amichevole                                                                     | -                                                                              | 46’                                                                            |
| 8-8-2019                                                                       | Gradisca d'Isonzo                                                              | Italia under 18                                                                | 3 – 0                                                                          | Slovenia under 18                                                              | Amichevole                                                                     | -                                                                              | 46’                                                                            |
| Totale                                                                         |                                                                                | Presenze                                                                       | 2                                                                              |                                                                                | Reti                                                                           | 0                                                                              |                                                                                |

| Cronologia completa delle presenze e delle reti in nazionale ― Italia under 17 | Cronologia completa delle presenze e delle reti in nazionale ― Italia under 17 | Cronologia completa delle presenze e delle reti in nazionale ― Italia under 17 | Cronologia completa delle presenze e delle reti in nazionale ― Italia under 17 | Cronologia completa delle presenze e delle reti in nazionale ― Italia under 17 | Cronologia completa delle presenze e delle reti in nazionale ― Italia under 17 | Cronologia completa delle presenze e delle reti in nazionale ― Italia under 17 | Cronologia completa delle presenze e delle reti in nazionale ― Italia under 17 |
| Data                                                                           | Città                                                                          | In casa                                                                        | Risultato                                                                      | Ospiti                                                                         | Competizione                                                                   | Reti                                                                           | Note                                                                           |
| ------------------------------------------------------------------------------ | ------------------------------------------------------------------------------ | ------------------------------------------------------------------------------ | ------------------------------------------------------------------------------ | ------------------------------------------------------------------------------ | ------------------------------------------------------------------------------ | ------------------------------------------------------------------------------ | ------------------------------------------------------------------------------ |
| 7-9-2018                                                                       | Gerusalemme                                                                    | Israele under 17                                                               | 2 – 5                                                                          | Italia under 17                                                                | Amichevole                                                                     | -                                                                              | 62’                                                                            |
| 11-8-2018                                                                      | Berlino                                                                        | Germania under 17                                                              | 2 – 2                                                                          | Italia under 17                                                                | Amichevole                                                                     | -                                                                              | 56’                                                                            |
| Totale                                                                         |                                                                                | Presenze                                                                       | 2                                                                              |                                                                                | Reti                                                                           | 0                                                                              |                                                                                |